# MC Cable
MC Cable est la société de télédistribution par câble pour la Principauté de Monaco.

## Histoire de la société
Depuis la loi d'interdiction des antennes de réception hertzienne terrestre en Principauté (afin d'éviter tout conflit de fréquence avec la France ou l'Italie et de ne plus dépendre de la France pour ses émissions), MC Cable possède le monopole de la télédistribution sur tout le territoire monégasque.
la Société Monégasque de Télédistribution (SMT) est devenue une société anonyme monégasque en 1991 et est une filiale à 100 % de Monaco Telecom depuis 2001.

## Offres
MC Cable propose à ses abonnés plus de 200 chaînes, radio numériques et services interactifs disponibles à la carte par lot de six ou douze nouvelles chaînes dans l'offre basique numérique.
Le service minimum gratuit (équivalent du service antenne en France) comprend six chaînes de télévision : Monaco Info, TMC, Luxe.TV, TF1, France 2, France 3 et Rai Tre.
Le terminal numérique proposé aux abonnés est en tout point identique à celui de Numericable ou de Canalsat.